# 브리즈번 로어 FC
브리즈번 로어 FC (Brisbane Roar FC)는 A리그에 소속된 오스트레일리아의 프로 축구단으로, 퀸즐랜드주 브리즈번을 연고지로 한다. A리그 초기 퀸즐랜드 로어 FC라는 이름으로 참여하였다가 2009년 브리즈번 로어 FC가 되었다.

## 역사
1957년 네덜란드 계 이주민들이 바탕이 된 홀란디아 이날라 사커 클럽을 모태로 하고 있다. 홀란디아 이날라는 1970년대에 이름을 브리즈번 라이언즈로 변경하였고, 1990년대 럭비 팀과 축구 팀이 분리되면서 축구 팀의 이름이 퀸즐랜드 라이언즈로 변경되었다. 2004년 A리그 발족을 앞두고 퀸즐랜드주를 기반으로 클럽 라이선스를 확보하며 일부가 분리, 퀸즐랜드 로어 FC라는 이름으로 창단하였다.
2009년 A리그 클럽 라이선스의 확대로 각각 퀸즐랜드주 골드코스트와 케언즈를 연고로 하는 골드코스트 유나이티드와 노스퀸즐랜드 퓨어리가 창단되면서 로어 측과 오스트레일리아 축구 연맹 측에서는 보다 명확한 연고를 규정할 필요가 생겼고, 이에 기존 퀸즐랜드주에서 브리즈번으로 연고를 축소하며 이름을 브리즈번 로어 FC로 변경하였다.
2010-11 시즌엔 A리그에 참가한 이후 처음으로 정규 리그에서 우승을 차지하는 이변을 일으켰으며 그랜드 파이널에서도 승리하며 최종 우승팀이 되었다. 이어진 2011-12 시즌에선 정규 리그는 2위로 마쳤으나 플레이오프를 거쳐 참가한 그랜드 파이널에서 승리하여 A리그 최초로 2연패를 달성하였다. 또한 2010년 9월 18일에서 2011년 12월 4일까지 치러진 36회의 리그 경기에서 단 한 번도 패하지 않으며 오스트레일리아 프로 스포츠 사상 최장 무패 기록을 달성하였다. 하지만 2012 ACL에서는 FC 도쿄와 울산 현대에 밀려 조별 예선에서 탈락하였다.
2012-13 시즌에는 파이널 시리즈에서 웨스턴 시드니 원더러스에 패하여 리그 3연패에는 실패하였지만 2013-14 시즌 그랜드 파이널에서 다시 웨스턴 시드니를 만나 2-1로 승리하며 우승컵을 되찾아왔다.

## 우승 기록

### 국내 대회

#### 리그
- A리그 챔피언십

● 우승 (3): 2011, 2012, 2014
- A리그 프리미어십

● 우승 (2): 2010-11, 2013-14
● 준우승 (1): 2011-12

### 국제 대회

#### 친선 대회
- 트랜스링크컵

● 우승 (2): 2007, 2008
● 준우승 (2): 2009, 2010

## 선수 명단

### 현역
참고: FIFA 자격 규정에 따라 소속된 국가대표팀 국기를 표시합니다. 선수는 복수의 FIFA 비회원국 국적을 가지고 있을 수 있습니다.
| 번호 | 포지션 | 국적     | 이름              |
| ---- | ------ | -------- | ----------------- |
| 5    | DF     |          | 마커스 퍼크래너스 |
| 10   | MF     |          | 플로린 베렌게르   |
| 19   | DF     | 스리랑카 | 잭 힌거트         |

| 번호 | 포지션 | 국적     | 이름        |
| ---- | ------ | -------- | ----------- |
| 26   | MF     | 아일랜드 | 제이 오시어 |

## 역대 감독
| 감독                | 임기        |
| ------------------- | ----------- |
| 안지 포스테코글루   | 2009 ~ 2012 |
| 로비 파울러         | 2019 ~ 2020 |
| 루벤 자코비치(임시) | 2024        |
| 루벤 자코비치       | 2024 ~      |